# Glera
Glera is een Italiaanse druivenras waar prosecco van wordt gemaakt. Lange tijd werd de naam Glera echter niet gebruikt, omdat de druif simpelweg 'prosecco-druif' werd genoemd.
Het gebruik van de naam Glera voor de 'prosecco-druif' is echter weer belangrijk geworden bij de toekenning van de DOCG-status aan prosecco uit de Conegliano Valdobbiadene regio en de erkenning van de DOC-status aan prosecco uit vijf provincies in Veneto en vier provincies in Friuli. Deze toekenning heeft plaatsgevonden in 2009.

## DOCG- en DOC-status
Het doel van de DOCG- en DOC status was om van prosecco, naast de naam van een wijn, ook een herkomstbenaming te maken. Dit is belangrijk voor de wijnbouwers uit de regio Valdobbiadene en de provincies eromheen omdat de hele wereld aan de haal ging met de naam prosecco vanwege de populariteit van dit product. De consument gaat er echter van uit dat als hij of zij een prosecco koopt, dat het een mousserende wijn uit het noorden van Italië is, gemaakt van Glera. Dit was echter niet meer zo: in veel wijnproducerende landen werden er flessen geproduceerd waar de naam prosecco op werd gezet.
Hier is in 2009 een stokje voor gestoken door prosecco de DOCG- en DOC-status toe te kennen. Hierdoor moest echter wel de naam Glera weer voor de druif worden gebruikt en de naam prosecco voor de wijn gemaakt van deze druif, geproduceerd in een van de aangewezen regio's.